# Stazione di Takasaki
La Stazione di Takasaki (高崎駅?, Takasaki-eki) è una stazione ferroviaria di Takasaki, nella prefettura di Gunma gestita dalla JR East.

## Storia
La stazione venne aperta il 1º maggio 1884, dalla compagnia ferroviaria privata Ferrovie del Giappone (本鉄道?, Nippon Tetsudō), e il 15 novembre 1982 il Jōetsu Shinkansen arrivò a Takasaki.

## Linee
JR East
 Jōetsu Shinkansen
 Nagano Shinkansen
■ Linea Takasaki (inclusa ■ Linea Shōnan-Shinjuku)
■ Linea Hachikō
■ Linea Jōetsu
■ Linea Ryōmō
■ Linea Agatsuma
■ Linea principale Shin'etsu
Ferrovie Jōshin
■ Linea Jōshin

## Struttura
La stazione è divisa in due parti, una per le linee regionali, con piano del ferro al livello del terreno, e una per le linee ad alta velocità Shinkansen, realizzata su viadotto. L'area regionale è a sua volta divisa in quella della JR East e in quella delle Ferrovie Jōshin.
| Binario | Linea                                                                                        | Destinazione                                                       |
| ------- | -------------------------------------------------------------------------------------------- | ------------------------------------------------------------------ |
| 2-4-7-8 | ■ Linea Takasaki ■Linea Shōnan-Shinjuku (con servizi diretti sulla linea principale Tōkaidō) | per Kumagaya, Ōmiya, Ueno, Shinjuku e Yokohama                     |
| 2-4-5-6 | ■ Linea Jōetsu                                                                               | per Shibukawa, Numata e Minakami                                   |
| 2-4-5-6 | ■ Linea Agatsuma                                                                             | per Nakanojō, Naganohara Kusatsuguchi, Manza-Shikasawaguchi e Ōmae |
| 2-4-5-6 | ■ Linea Ryōmō                                                                                | per Maebashi, Isesaki, Kiryū, Ashikaga, Sano e Oyama               |
| 2-4-5-6 | ■ Linea principale Shin'etsu                                                                 | per Annaka, Matsuida e Yokokawa                                    |
| 3       | ■ Linea Hachikō                                                                              | per Gunma-Fujioka, Yorii, Ogawamachi e Komagawa                    |

| Bin.  | Linea               | Direzione | Destinazioni!                        |
| ----- | ------------------- | --------- | ------------------------------------ |
| 11-12 | ■ Jōetsu Shinkansen | Nord      | per Echigo-Yuzawa, Nagaoka e Niigata |
| 11-12 | ■ Nagano Shinkansen | Ovest     | per Karuizawa e Nagano               |
| 11-12 | ■ Shinkansen        | Sud       | per Ōmiya e Tokyo                    |
| 13-14 | ■ Shinkansen        | Sud       | per Ōmiya e Tokyo                    |

## Ekiben[1]
- Jōshū no asagayu (上州の朝がゆ?)[2]
- Daruma Bentō (だるま弁当?)[3]
  - Fukko Daruma Bentō (復古だるま弁当?)[4]
  - Hello Kitty no Daruma Bentō (ハローキティのだるま弁当?)[5]
- Tori-meshi Bentō (鶏めし弁当?)[6]
- Kōzukegyūniku Bentō (上州牛肉弁当?)[7]
- "Tomioka-nikki" Bentō (「富岡日記」弁当?)[8]

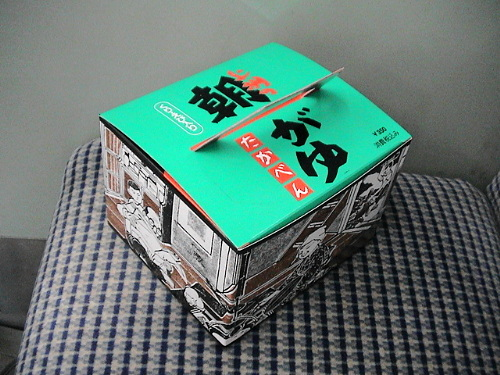
Jōshū no asagayu
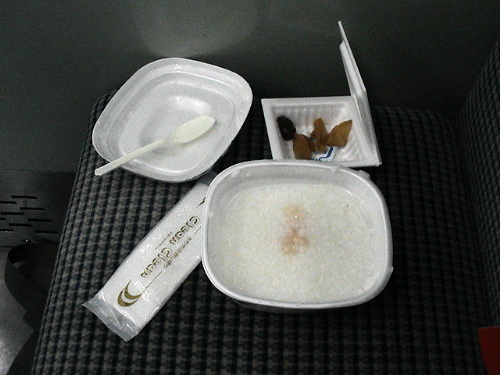
Jōshū no asagayu

## Intorno alla stazione
- Municipio di Takasaki
- Castello di Takasaki (高崎城, 15 minuti a piedi[9])
- Gunma Music Center (群馬音楽センター, Uscita Occidente, 10 minuti a piedi[10])
- Grandi magazzini Takashimaya (高島屋)
- Takasaki Museum Of Art (高崎市美術館)

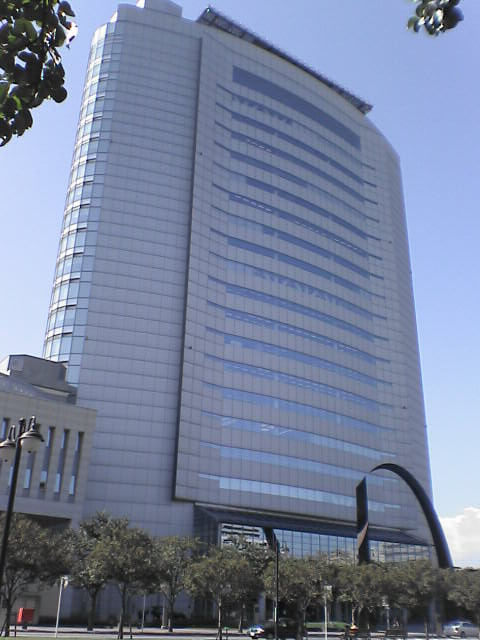
Il municipio di Takasaki
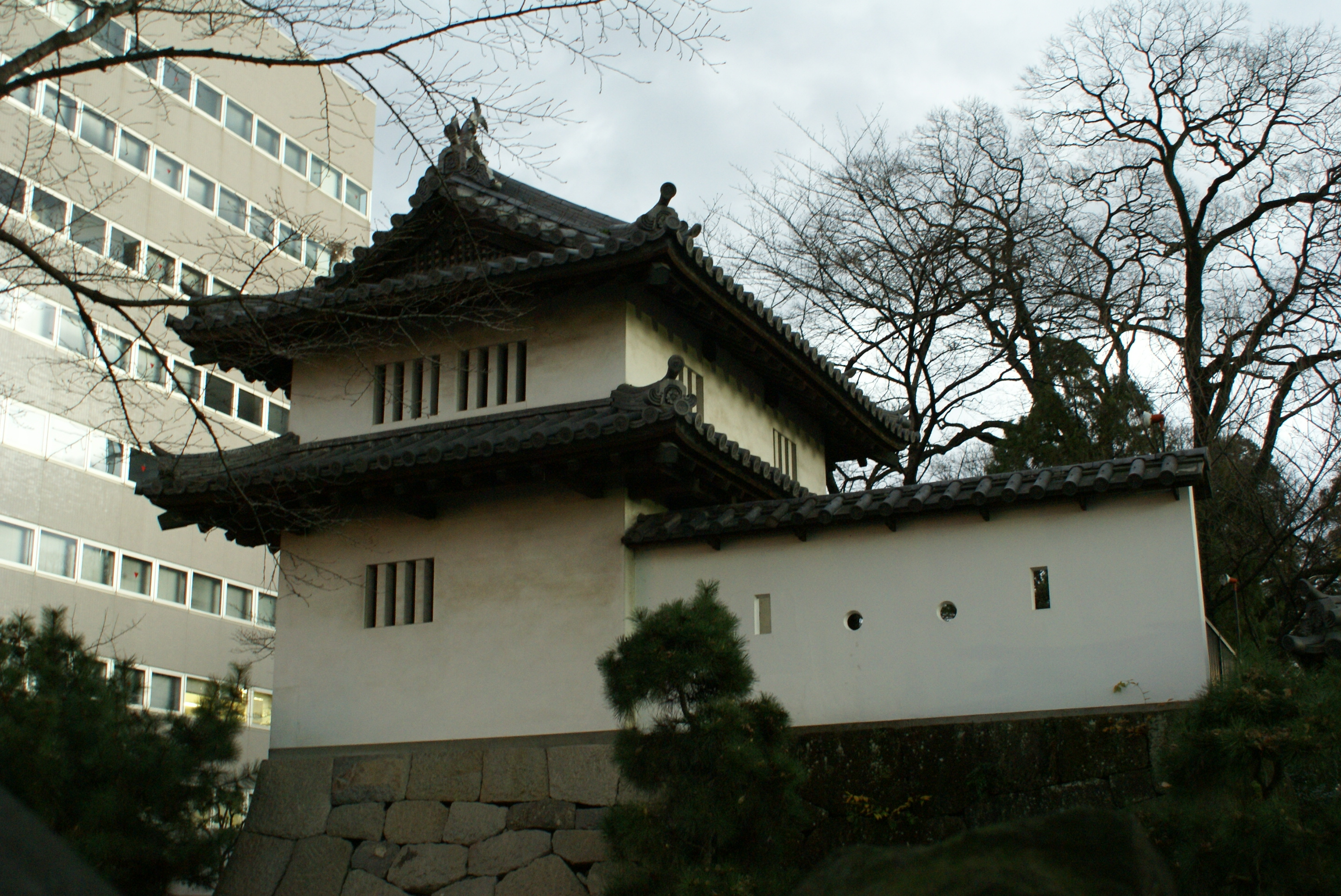
Castello di Takasaki
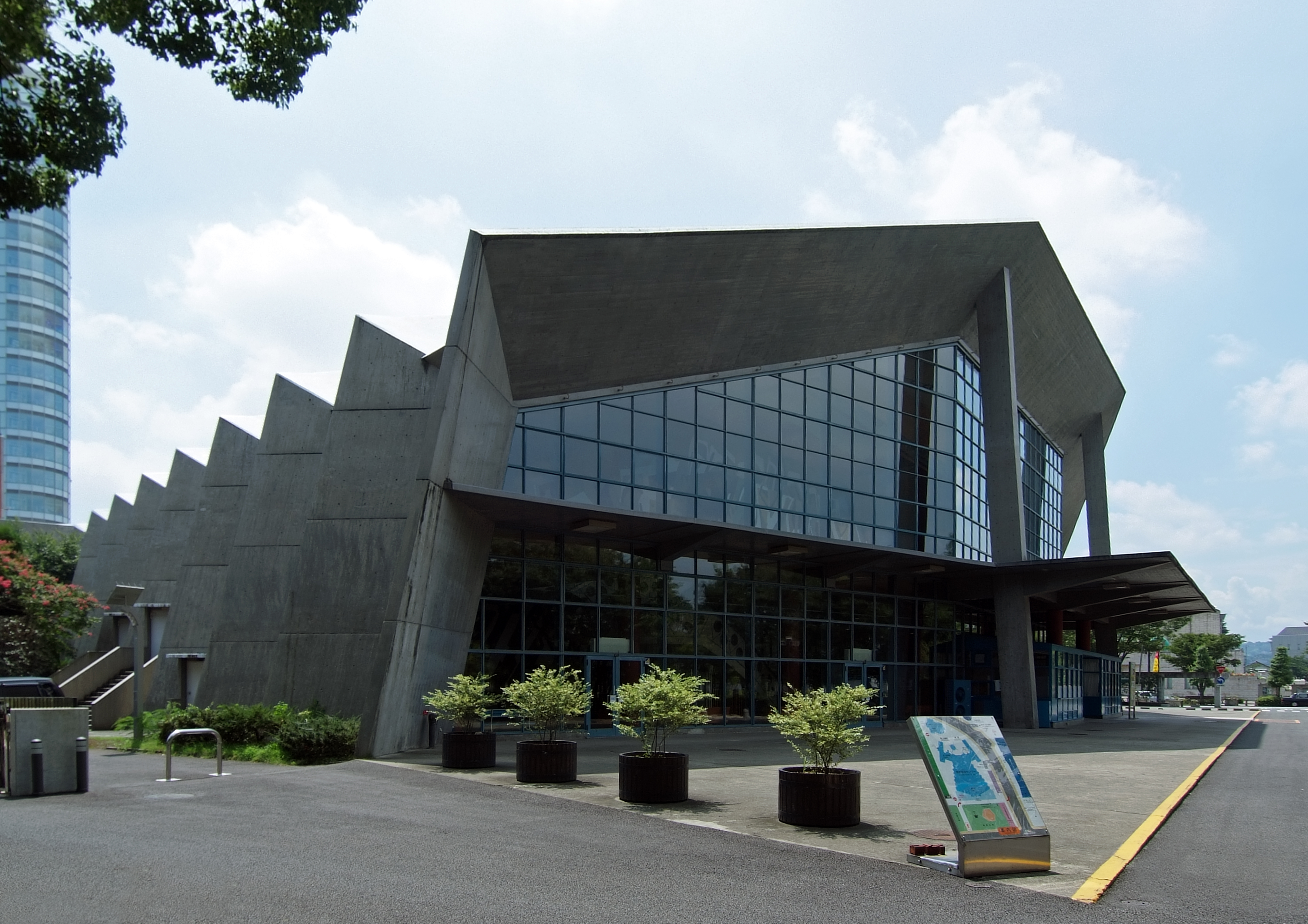
Gunma Music Center
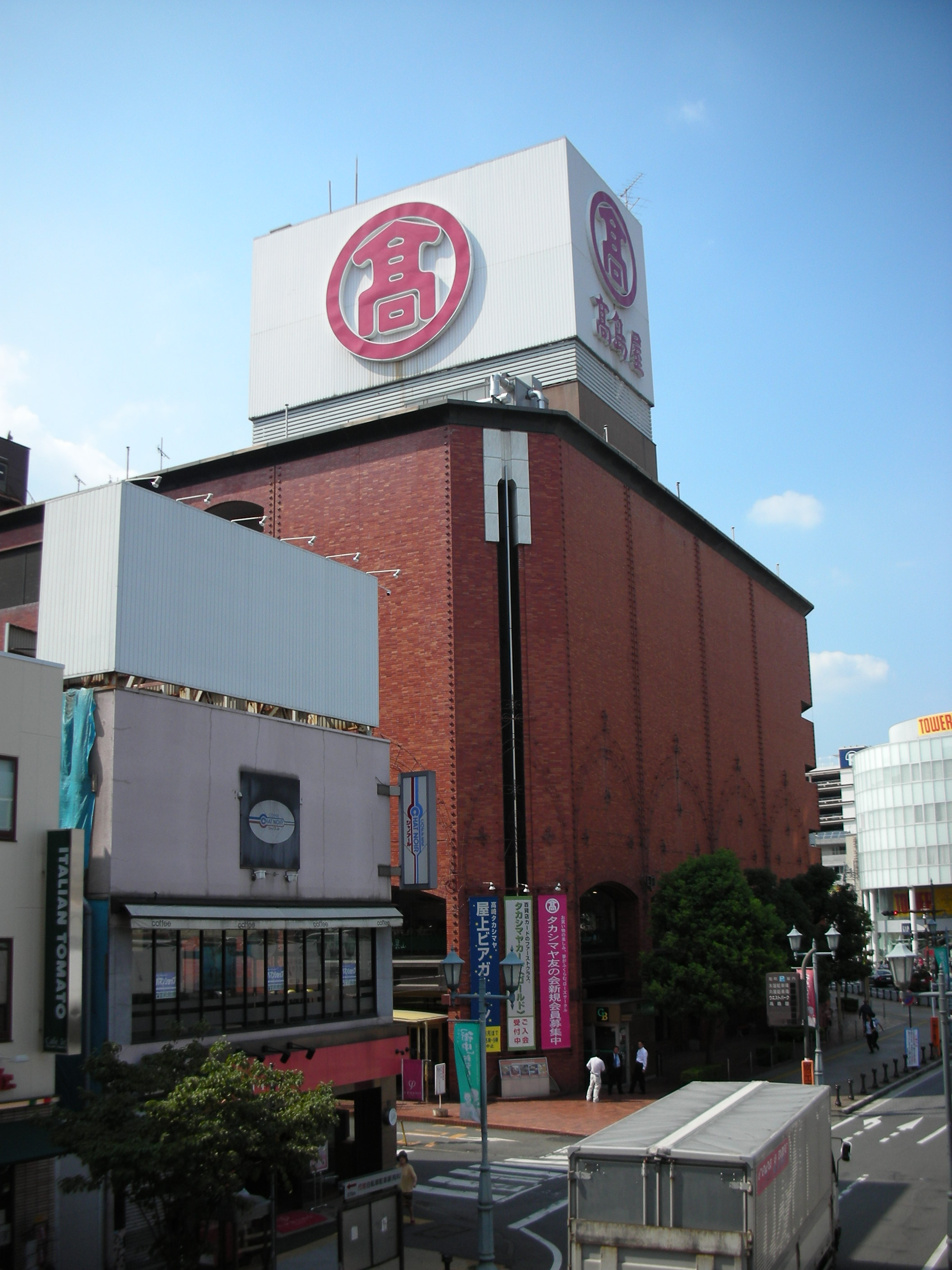
Grandi magazzini Takashimaya
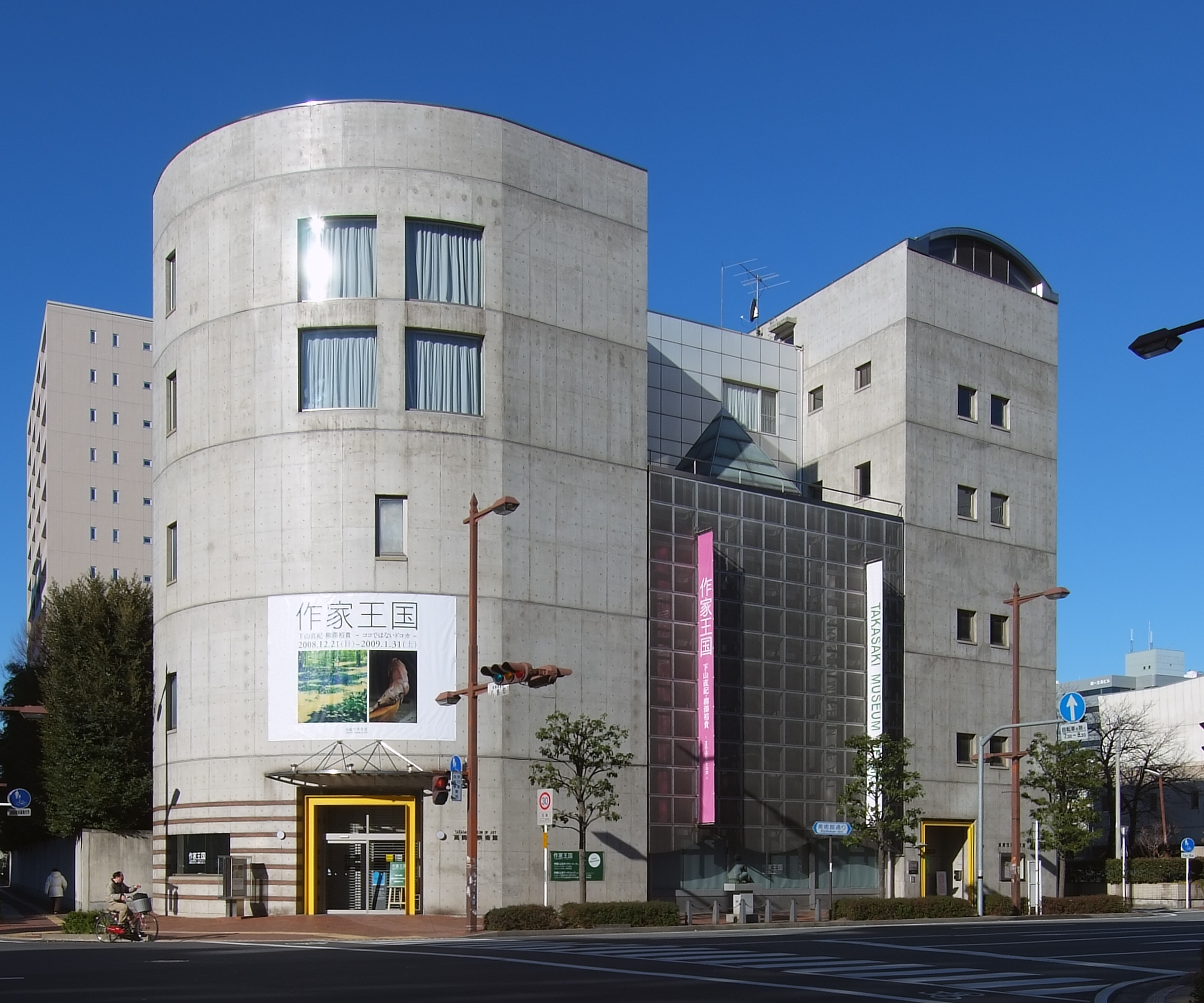
Takasaki Museum Of Art